# 未来 (THE BACK HORNの曲)
「未来」（みらい）は、日本のロックバンド・THE BACK HORNの5枚目のシングル。2003年1月22日発売。

## 解説
本作より、サポートメンバーとして参加していた岡峰光舟がバンドに正式加入し、以後4人で活動していくことになる。
表題曲「未来」は、映画「アカルイミライ」主題歌。

## 収録曲
全作詞・作曲・編曲：THE BACK HORN
1. 未来
2. 青空

## 収録アルバム
- オリジナルアルバム『イキルサイノウ』（2003年10月22日、VICL-61746）
- ベストアルバム『BEST THE BACK HORN』（2008年1月23日、VICL-62746）